# Campoletis tibiator
Campoletis tibiator là một loài tò vò trong họ Ichneumonidae.